# Bitwa pod Caporetto
Bitwa pod Kobaridem – bitwa na froncie włoskim I wojny światowej, stoczona w dniach 24 października – 1 grudnia 1917 roku pomiędzy armią włoską a wojskami niemieckimi i austro-węgierskimi. Bitwa miała miejsce w rejonie Kobaridu (wł. Caporetto) – miasta w dzisiejszej Słowenii nad rzeką Soczą (Isonzo).

## Opis bitwy
W ciągu walk nad Soczą armia Austro-Węgier poniosła znaczne straty. Niemieckie naczelne dowództwo, obawiając się załamania sojusznika, postanowiło wesprzeć planowaną przez Austriaków ofensywę. Główną siłę uderzeniową miała stanowić 14 Armia generała Ottona von Belowa, której celem było przerwanie pozycji włoskiej 2 Armii w okolicach Kobaridu.
24 października 1917 r. o godzinie 2 nad ranem wojska niemieckie rozpoczęły przygotowanie artyleryjskie, ostrzeliwując włoskie pozycje pociskami zawierającymi nową, nigdzie wcześniej niestosowaną broń chemiczną: bezbarwny i bezwonny gaz bojowy o nazwie difosgen. Przeprowadzone po 5-godzinnym przygotowaniu artyleryjskim natarcie bez większych problemów przełamało rozbitą chemicznym atakiem włoską obronę.
Włoski wódz naczelny gen. Luigi Cadorna nakazał dwa dni później generalny odwrót, który miejscami zamienił się jednak w paniczną ucieczkę. Włosi próbowali odtworzyć linię obrony na rzece Tagliamento, ale Niemcy uniemożliwili to, przekraczając rzekę 2 listopada. Oddziały włoskie, zagrożone również od strony południowego Tyrolu, około 10 listopada zaczęły odtwarzać zwartą linię obrony od szczytu Monte Pasubio na południe od Trydentu po ujście rzeki Piawy. Choć podejmowane przez Niemców i Austriaków próby przełamania tej pozycji obronnej się nie powiodły i nie zdołali oni zdobyć Wenecji, to jednak wojska państw centralnych odniosły znaczące zwycięstwo.

## Straty
Włosi stracili od 10 do 13 tys. zabitych i aż 265 tys. wziętych do niewoli. Z pola walki zdezerterowało około 50 tys. Włochów. Niemcy i Austriacy stracili łącznie 65 tys. ludzi. Niebezpieczeństwo rychłego załamania Austro-Węgier zostało odsunięte, Włosi nie byli zdolni przez prawie rok do ofensywnych działań. Anglicy i Francuzi musieli ściągnąć na front włoski 12 dywizji. Z drugiej strony klęska wstrząsnęła Włochami i zmusiła ich do zwiększenia wysiłków na rzecz wojny. Nielubianego gen. Cadornę na stanowisku naczelnego wodza zastąpił gen. Armando Diaz, a na czele nowego koalicyjnego rządu stanął Vittorio Emanuele Orlando.